# متحف التراث التقليدي بجربة
متحف التراث التقليدي بجربة أو متحف سيدي الزيتوني هو متحف إثنوغرافي تونسي يقع في مدينة حومة السوق بجزيرة جربة. يحتل المتحف جزءً من زاوية سيدي الزيتوني. يهدف المتحف إلى عرض طريقة الحياة اليومية لسكان الجهة.

## التاريخ
تم تأسيس هذا المتحف سنة 1970 تحت اسم متحف الفنون والتقاليد الشعبية بجربة بمقر زاوية سيدي الزيتوني التي شيدت في القرن الثامن عشر، قبل أن يصبح في 17 ديسمبر 2008 يحمل اسمه الحالي متحف التراث التقليدي بجربة بعد القيام بأشغال توسعة.

## المجموعات والمكونات
يتكون المتحف من حديقة خارجية تحتوي العديد من القطع الأثرية التي وجدت في الجهة، بينما ينقسم داخليا إلى عدة أجنحة، وهي:
- رواق التوجيه: قاعة قبالة المدخل تحمل جدرانها خارطة كبرى لجربة تحتوي أهم مناطقها.
- قاعة الفلاحة: تبرز أول نشاط اقتصادي تقليدي بالجزيرة ومدى تطوره.
- قاعة الصيد البحري: تبرز الأنشطة البحرية وتعرض الخصوصيات الفيزيائية للمحيط وتقنيات الصيد المختلفة والأدوات التقليدية للإبحار والصيد البحري.
- قاعة الفخار: تعرض أدوات ومنتجات مختلفة من الطين والفخار.
- قاعة النسيج: تعرض تطور صناعة النسيج في الجهة، والملابس التقليدية التي تعرف بها جزيرة جربة.
- قاعة المصوغ: تعرض المصوغ التقليدي وحرفة المصوغ هي أساسا من اختصاص الجالية اليهودية بجربة.
- غرفة الزوجية: لوحات لمشاهد من طقوس الزواج التقليدي وأخرى لنساء ترتدي الملابس المميزة للعروس بمناطق مختلفة من الجزيرة. هذا الفضاء يمهد للوصول إلى غرفة الزوجية المنمقة بمختلف الأشياء والجزئيات العقائدية المتعلقة بعادات وتقاليد الزواج. وفي القاعة تعرض أيضا إشارات مختلفة حول مراحل تجميل العروس مع اغلب الأدوات المعتمدة.
- فضاء العروض المؤقتة: فضاء مخصص للعروض المندرجة ضمن محور التراث والحرف ثقافيا وفنيا. وقاعة أخرى متعددة الوظائف تستخدم في الملتقيات والندوات المتنوعة.

## مقالات ذات صلة
- متحف قلالة
- متحف للا الحضرية

## روابط خارجية
- الموقع الرسمي للمتحف.
- متحف التراث التقليدي بجربة "سيدي الزيتوني" على موقع المعهد الوطني للتراث.